# Крістіан Лінднер
Крíстіан Лíнднер (нім. Christian Lindner; нар. 7 січня 1979, Вупперталь, Німеччина) — німецький політик і лідер ліберальної Вільної демократичної партії (ВДП). Міністр фінансів в уряді Олафа Шольца з 8 грудня 2021 року до 6 жовтня 2024 року.

## Молодість і освіта
Крістіан Лінднер народився в Вупперталі, Німеччина. Його батько Вольфганг Лінднер — вчитель математики і комп'ютерних наук в гімназії Вермельскірхена. Після закінчення гімназії в 1998 році, він вивчав політологію у Боннському університеті з 1999 до 2006 року.

## Політична кар'єра
Лінднер долучився до ВДП 1995 року. Він був членом Виконавчої ради ВДП в землі Північний Рейн-Вестфалія з 1998 року і став генеральним секретарем 2004 року (був ним до лютого 2010 року). 2000 року він був обраний до державного парламенту (Ландтагу Північного Рейну-Вестфалії (до 2009 року). 2007 року він також став членом Виконавчої ради ВДП на федеральному рівні. З 2009 року він працював членом німецького Бундестагу. З грудня 2009 року аж до відставки в грудні 2011 року, він був також генеральним секретарем ВДП на федеральному рівні.
Лінднер пізніше очолював виборчу кампанію ВДП у Північному Рейні-Вестфалії (2013). На цих виборах ВДП отримала 8,6 % голосів, що тоді перевершило всі очікування.
Ліндер був обраний новим головою ВДП після відставки Філіпа Реслера після провалу на федеральних виборах, на яких ВДП не змогла подолати 5 % бар'єр, щоб увійти до Бундестагу вперше з 1949 року.

## Ставлення до путінського режиму
Усупереч критиці з боку більшості німецького політикуму і громадськості, Лінднер на початку серпня 2017 у кількох інтерв'ю німецьким ЗМІ закликав «заморозити» питання окупованого Росією Криму та відновити ділові зв'язки з режимом Путіна:
|  | Конфлікт навколо анексованого Росіїю українського півострова Крим необхідно «відокремити» (нім. einkapseln), щоб домогтися поступу в інших місцях. |

У відповідь на це тодішній лідер «зелених» Джем Оздемір зауважив:
|  | Лідер ВДП Лінднер, очевидно, будує нову коаліцію друзів диктатора». |

З іншого боку, після отруєння Олексія Навального Лінднер закликав зупинити «Північного потоку-2», поки Росія порушує права людини. Він також висловився за те, щоб продовження будівництва «Північного потоку-2» було тісно пов'язане з інтересами партнерів з Європейського Союзу та України.
У 2022 році Лінднер проявив скептицизм з приводу здатності України відстояти суверенітет у військовому конфлікті з Росією: у день повномасштабного вторгнення Росії — 24 лютого, коли посол України в Німеччині Андрій Мельник провів свої перемовини із німецькими політиками, голова Мінфіну тоді сказав послу, що «Україні лишилося кілька годин». За словами українського дипломата, міністр заявив, що постачання зброї чи відключення Росії від SWIFT є безглуздими.
23 квітня 2022 року Лінднер висловився за поставку важкого озброєння в Україну та заявив: «В Україні також борються за наші цінності, тому Україна має виграти цю війну, і Україна виграє цю війну»